# Federación de Partidos Regionales
Federación de Partidos Regionales fue el nombre que adoptó una coalición electoral formada en España para presentarse a las Elecciones al Parlamento Europeo de 1989. Sus integrantes eran ocho partidos de ámbito regional y carácter regionalista y de derecha o centro-derecha: Unión Valenciana (UV), Partido Regionalista de Cantabria (PRC), Extremadura Unida (EU), Partido Riojano Progresista (PRP), Unión del Pueblo Melillense (UPM), Partido Regional de Madrid (PRM), Partido Regionalista del País Leonés (PREPAL) y Unión de Partidos Regionalistas de Castilla-La Mancha. También recibió el apoyo, aunque no formaba parte de la candidatura, de Unión Mallorquina (UM). El cabeza de lista era el político de Unión Valenciana y parlamentario autonómico Héctor Villalba.
La Federación de Partidos Regionales surgió del Grupo de Trabajo de Partidos Regionalistas, presentado en Pamplona a finales de 1987. Inicialmente, los integrantes de la Federación eran Unión Valenciana (UV), Partido Regionalista de Cantabria (PRC), Extremadura Unida (EU), Partido Riojano Progresista (PRP), Unión del Pueblo Melillense (UPM), Unión del Pueblo Navarro (UPN), Partido Aragonés Regionalista (PAR) y Unión Mallorquina (UM), pero el PAR y UPN abandonaron la Federación para concurrir a las elecciones con el Partido Popular.
La coalición obtuvo 151.835 votos en toda España (0,90%), siendo la decimoquinta fuerza política y no obteniendo representación. La coalición sólo obtuvo resultados significativos en Cantabria (6.141 votos, 2,55% en la comunidad autónoma), Comunidad Valenciana (116.575 votos, 6,79%), Extremadura (11.343 votos, 2,33%) y La Rioja (2.463 votos, 2,07%), sin pasar del 0,4% en ninguna otra comunidad autónoma.